# Microkayla teqta
Microkayla teqta is een kikker uit de familie Craugastoridae. De soort komt voor in Bolivia. Microkayla teqta wordt bedreigd door het verlies van habitat.